# CONCACAF Champions League 2010-2011
La CONCACAF Champions League 2010-2011 è la 46ª edizione della CONCACAF Champions League, la terza con questo formato. Il torneo è cominciato il 27 luglio 2010 ed è terminato il 27 aprile 2011. Il Monterrey ha vinto il suo primo titolo, sconfiggendo in finale il Real Salt Lake, e si è qualificato per la Coppa del mondo per club FIFA 2011.

## Qualificazioni
Le squadre partecipanti sono in tutto ventiquattro e provengono dalle tre associazioni regionali che compongono la CONCACAF: la North American Football Union, le Central American Football Union e la Caribbean Football Union. Nove di esse provengono dal Nord America, dodici dalla zona del Centro America, e tre dai Caraibi.
Le squadre, per partecipare al torneo, devono rispettare i criteri imposti dalla CONCACAF per quanto riguarda gli stadi. Se le squadre aventi diritto a partecipare non hanno uno stadio casalingo in grado di soddisfare i criteri richiesti possono indicarne un altro a norma presente nel proprio paese. Se un club non riesce a trovare un impianto adeguato per la competizione viene escluso dalla manifestazione.
- America Centrale: 12 club hanno ottenuto il diritto di partecipare alla Champions League, nel caso uno o più di questi non sia in grado di partecipare verrà rimpiazzato da un'altra squadra proveniente da una federazione del Centro America.
- Caraibi: Se una delle tre squadre caraibiche qualificate per il torneo non sarà in grado di partecipare verrà rimpiazzata dalla quarta classificata nel CFU Club Championship 2010.

Per le federazioni del Centro America i criteri di ammissione sono diversificati in base ai diversi formati dei campionati nazionali. Nei paesi dove il campionato è diviso in due tornei annuali (Apertura e Clausura) le squadre vincenti ottengono la qualificazione. Nei paesi in cui il formato è diverso, o in caso di parità, la qualificazione viene assegnata alla squadra che ottiene il maggior numero di punti durante la stagione.
Dopo aver analizzato i risultati delle ultime due stagioni, il Comitato Esecutivo della CONCACAF ha approvato una riassegnazione dei posti disponibili per le federazioni centroamericane, assegnando automaticamente alla federazione di Panama un posto nella fase a gruppi mentre entrambe le squadre di El Salvador sono state ammesse alla fase preliminare.
| Nazione             | Club                  | Qualificazione                                                                         |
| ------------------- | --------------------- | -------------------------------------------------------------------------------------- |
| Messico 4 posti     | Monterrey             | Campione Torneo Apertura 2009                                                          |
| Messico 4 posti     | Toluca                | Campione Torneo Bicentenario 2010                                                      |
| Messico 4 posti     | Cruz Azul             | Vicecampione Torneo Apertura 2009                                                      |
| Messico 4 posti     | Santos Laguna         | Vicecampione Torneo Bicentenario 2010                                                  |
| Stati Uniti 4 posti | Real Salt Lake        | Campione MLS Cup 2009                                                                  |
| Stati Uniti 4 posti | Columbus Crew         | Vincitore MLS Supporters' Shield 2009                                                  |
| Stati Uniti 4 posti | Los Angeles Galaxy    | Vicecampione MLS Cup 2009                                                              |
| Stati Uniti 4 posti | Seattle Sounders FC   | Vincitore U.S. Open Cup 2009                                                           |
| Honduras 3 posti    | Marathón              | Campione Torneo Apertura 2009                                                          |
| Honduras 3 posti    | Olimpia               | Campione Torneo Clausura 2010                                                          |
| Honduras 3 posti    | Motagua*              | Vicecampione Torneo Clausura 2010                                                      |
| Panama 3 posti      | Árabe Unido           | Campione Torneo Apertura 2009 e Campione Torneo Clausura 2010                          |
| Panama 3 posti      | Tauro                 | Vicecampione Torneo Apertura 2009                                                      |
| Panama 3 posti      | San Francisco*        | Vicecampione Torneo Clausura 2010                                                      |
| Costa Rica 2 posti  | Brujas                | Campione Campeonato de Invierno 2009                                                   |
| Costa Rica 2 posti  | Saprissa              | Campione Campeonato de Verano 2010                                                     |
| Guatemala 2 posti   | Municipal             | Campione Torneo Apertura 2009 e Campione Torneo Clausura 2010                          |
| Guatemala 2 posti   | Xelajú                | Vicecampione col maggior punteggio nel Torneo Apertura 2009 e nel Torneo Clausura 2010 |
| El Salvador 2 posti | FAS                   | Campione Torneo Apertura 2009                                                          |
| El Salvador 2 posti | Isidro Metapán        | Campione Torneo Clausura 2010                                                          |
| Canada 1 posto      | Toronto FC            | Vincitore Canadian Championship 2010                                                   |
| CFU 3 posti         | Puerto Rico Islanders | Campione CFU Club Championship 2010                                                    |
| CFU 3 posti         | Joe Public            | Vicecampione CFU Club Championship 2010                                                |
| CFU 3 posti         | San Juan Jabloteh     | III classificato CFU Club Championship 2010                                            |

* = I posti erano in origine assegnati alle federazioni del Belize (Belize Defence Force) e del Nicaragua (Real Estelí), ma entrambe le nazioni non hanno soddisfatto i criteri per gli stadi richiesti dalla CONCACAF, conseguentemente i posti vacanti sono stati assegnati all'Honduras (Motagua) e a Panama (San Francisco) sulla base dei risultati ottenuti dai club di questi due paesi nella scorsa stagione.

## Formato
Per 16 delle squadre partecipanti è previsto un turno preliminare con la formula della doppia partita (andata e ritorno), le 8 vincenti accedono alla fase a gruppi della competizione.
Le squadre ammesse ai gironi vengono divise in quattro gruppi da quattro squadre ciascuno e si affrontano tra di loro in match di andata e ritorno. Le prime due classificate di ciascun gruppo accedono alla fase ed eliminazione diretta che consiste in gare di andata e ritorno, compresa la finale. In caso di parità il passaggio del turno sarà deciso applicando la regola dei gol fuori casa.
| Fase a gruppi    | Fase a gruppi | Fase a gruppi         | Fase a gruppi      | Fase a gruppi       |
| ---------------- | ------------- | --------------------- | ------------------ | ------------------- |
| Urna A           | Monterrey     | Toluca                | Columbus Crew      | Real Salt Lake      |
| Urna B           | Saprissa      | Olimpia               | Municipal          | Árabe Unido         |
| Fase preliminare |               |                       |                    |                     |
| Urna A           | Cruz Azul     | Santos Laguna         | Los Angeles Galaxy | Seattle Sounders FC |
| Urna A           | Brujas        | Marathón              | FAS                | Toronto FC          |
| Urna B           | Xelajú        | Tauro                 | Isidro Metapán     | Motagua             |
| Urna B           | San Francisco | Puerto Rico Islanders | Joe Public         | San Juan Jabloteh   |

## Programma
| Turno             | andata | ritorno |
| ----------------- | --- | --- |
| Turno preliminare | 27–29 luglio 2010 | 3–5 agosto 2010 |
| Fase a gruppi     | 17–19 agosto 2010 24–26 agosto 2010 14–16 settembre 2010 21–23 settembre 2010 28–30 settembre 2010 19–21 ottobre 2010 | 17–19 agosto 2010 24–26 agosto 2010 14–16 settembre 2010 21–23 settembre 2010 28–30 settembre 2010 19–21 ottobre 2010 |
| Quarti di finale  | 22–24 febbraio 2011                                                                                                   | 1°–3 marzo 2011 |
| Semifinali        | 15–17 marzo 2011 | 5–7 aprile 2011 |
| Finale            | 19–21 aprile 2011 | 26–28 aprile 2011 |

## Turno preliminare
Il sorteggio per il turno preliminare e per la fase a gironi si è svolto il 19 maggio 2010 nella sede della CONCACAF a New York. Le gare di andata del preliminare si sono svolte tra il 27 e il 29 luglio, il ritorno tra il 3 e il 5 agosto 2010.
| Squadra 1           | Totale | Squadra 2             | Andata | Ritorno |
| ------------------- | ------ | --------------------- | ------ | ------- |
| FAS                 | 3–1    | Xelajú                | 1–1    | 2–0     |
| Brujas              | 4–6    | Joe Public            | 2–2    | 2–4     |
| San Juan Jabloteh   | 0–6    | Santos Laguna         | 0–1    | 0–5     |
| San Francisco       | 2–9    | Cruz Azul             | 2–3    | 0–6     |
| Los Angeles Galaxy  | 3–5    | Puerto Rico Islanders | 1–4    | 2–1     |
| Tauro               | 2–4    | Marathón              | 0–3    | 2–1     |
| Seattle Sounders FC | 2–1    | Isidro Metapán        | 1–0    | 1–1     |
| Toronto FC          | 3–2    | Motagua               | 1–0    | 2–2     |

## Fase a gruppi
La fase a gruppi si è svolta in 6 giornate tra agosto ed ottobre 2010.

### Gruppo A
| Squadra        | PG | V | N | P | GF | GS | DR  | Pt |
| -------------- | -- | - | - | - | -- | -- | --- | -- |
| Real Salt Lake | 6  | 4 | 1 | 1 | 17 | 11 | +6  | 13 |
| Cruz Azul      | 6  | 3 | 1 | 2 | 15 | 9  | +6  | 10 |
| Toronto FC     | 6  | 2 | 2 | 2 | 5  | 7  | −2  | 8  |
| Árabe Unido    | 6  | 1 | 0 | 5 | 4  | 14 | −10 | 3  |

|                | ÁRA | CRU | RSL | TOR |
| -------------- | --- | --- | --- | --- |
| Árabe Unido    | –   | 0–6 | 2–3 | 1–0 |
| Cruz Azul      | 2–0 | –   | 5–4 | 0–0 |
| Real Salt Lake | 2–1 | 3–1 | –   | 4–1 |
| Toronto FC     | 1–0 | 2–1 | 1–1 | –   |

### Gruppo B
| Squadra       | PG | V | N | P | GF | GS | DR  | Pt |
| ------------- | -- | - | - | - | -- | -- | --- | -- |
| Santos Laguna | 6  | 4 | 1 | 1 | 19 | 7  | +12 | 13 |
| Columbus Crew | 6  | 4 | 0 | 2 | 10 | 4  | +6  | 12 |
| Municipal     | 6  | 2 | 2 | 2 | 9  | 13 | −4  | 8  |
| Joe Public    | 6  | 0 | 1 | 5 | 7  | 21 | −14 | 1  |

|               | CLB | JOE | MUN | SAN |
| ------------- | --- | --- | --- | --- |
| Columbus Crew | –   | 3–0 | 1–0 | 1–0 |
| Joe Public    | 1–4 | –   | 2–3 | 2–5 |
| Municipal     | 2–1 | 1–1 | –   | 2–2 |
| Santos Laguna | 1–0 | 5–1 | 6–1 | –   |

### Gruppo C
| Squadra             | PG | V | N | P | GF | GS | DR | Pt |
| ------------------- | -- | - | - | - | -- | -- | -- | -- |
| Monterrey           | 6  | 5 | 1 | 0 | 11 | 4  | +7 | 16 |
| Saprissa            | 6  | 3 | 1 | 2 | 11 | 7  | +4 | 10 |
| Marathón            | 6  | 2 | 0 | 4 | 5  | 11 | −6 | 6  |
| Seattle Sounders FC | 6  | 1 | 0 | 5 | 6  | 11 | −5 | 3  |

|                     | MAR | MON | SAP | SEA |
| ------------------- | --- | --- | --- | --- |
| Marathón            | –   | 0–1 | 2–1 | 2–1 |
| Monterrey           | 2–0 | –   | 1–0 | 3–2 |
| Saprissa            | 4–1 | 2–2 | –   | 2–0 |
| Seattle Sounders FC | 2–0 | 0–2 | 1–2 | –   |

### Gruppo D
| Squadra               | PG | V | N | P | GF | GS | DR  | Pt |
| --------------------- | -- | - | - | - | -- | -- | --- | -- |
| Olimpia               | 6  | 4 | 1 | 1 | 12 | 7  | +5  | 13 |
| Toluca                | 6  | 3 | 1 | 2 | 15 | 5  | +10 | 10 |
| Puerto Rico Islanders | 6  | 2 | 2 | 2 | 8  | 10 | −2  | 8  |
| FAS                   | 6  | 0 | 2 | 4 | 2  | 15 | −13 | 2  |

|                       | FAS | OLI | PRI | TOL |
| --------------------- | --- | --- | --- | --- |
| FAS                   | –   | 1–4 | 0–0 | 0–0 |
| Olimpia               | 2–0 | –   | 3–0 | 2–1 |
| Puerto Rico Islanders | 4–1 | 1–1 | –   | 3–2 |
| Toluca                | 5–0 | 4–0 | 3–0 | –   |

## Fase eliminatoria

### Tabellone
Ciascun turno della fase eliminatoria si svolge su due partite, andata e ritorno. Il sorteggio è stato effettuato il 1º novembre 2010. Nei quarti di finale le squadre che hanno vinto il proprio girone hanno ottenuto il diritto di disputare la gara di ritorno in casa. Il sorteggio ha accoppiato le quattro vincenti dei gironi con le quattro seconde classificate, l'unica discriminante introdotta è stato il divieto di accoppiare due squadre che già si erano affrontate nei gironi.
|  | Quarti di finale | Quarti di finale | Quarti di finale |                |   | Semifinali     | Semifinali | Semifinali |  |  | Finale | Finale    | Finale |
|  |                  |                  |                  |                |   |                |            |            |  |  |        |           |        |
|  | D2               | Toluca           | 0                |                |   |                |            |            |  |  |        |           |        |
|  | C1               | Monterrey        | 2                |                |   |                |            |            |  |  |        |           |        |
|  | C1               | Monterrey        | 2                |                |   | Monterrey      | 3          |            |  |  |        |           |        |
|  |                  |                  |                  |                |   | Monterrey      | 3          |            |  |  |        |           |        |
|  |                  |                  | Cruz Azul        | 2              |   |                |            |            |  |  |        |           |        |
|  | A2               | Cruz Azul        | Cruz Azul        | 2              | 5 |                |            |            |  |  |        |           |        |
|  | A2               | Cruz Azul        |                  |                | 5 |                |            |            |  |  |        |           |        |
|  | B1               | Santos Laguna    | 1                |                |   |                |            |            |  |  |        |           |        |
|  |                  |                  |                  |                |   |                |            |            |  |  |        | Monterrey | 3      |
|  |                  |                  |                  | Real Salt Lake | 2 |                |            |            |  |  |        |           |        |
|  | B2               | Columbus Crew    | 1                |                |   |                |            |            |  |  |        |           |        |
|  | A1               | Real Salt Lake   | 4                |                |   |                |            |            |  |  |        |           |        |
|  | A1               | Real Salt Lake   | 4                |                |   | Real Salt Lake | 3          |            |  |  |        |           |        |
|  |                  |                  |                  |                |   | Real Salt Lake | 3          |            |  |  |        |           |        |
|  |                  |                  | Saprissa         | 2              |   |                |            |            |  |  |        |           |        |
|  | C2               | Saprissa         | Saprissa         | 2              | 3 |                |            |            |  |  |        |           |        |
|  | C2               | Saprissa         |                  |                | 3 |                |            |            |  |  |        |           |        |
|  | D1               | Olimpia          | 1                |                |   |                |            |            |  |  |        |           |        |

### Quarti di finale
L'andata è stata disputata tra il 22 e il 24 febbraio 2011, il ritorno tra il 1º e il 3 marzo 2011.
| Squadra 1     | Totale | Squadra 2      | Andata | Ritorno |
| ------------- | ------ | -------------- | ------ | ------- |
| Toluca        | 0 – 2  | Monterrey      | 0 – 1  | 0 – 1   |
| Cruz Azul     | 5 – 1  | Santos Laguna  | 2 – 0  | 3 – 1   |
| Columbus Crew | 1 – 4  | Real Salt Lake | 0 – 0  | 1 – 4   |
| Saprissa      | 3 – 1  | Olimpia        | 1 – 0  | 2 – 1   |

### Semifinali
L'andata è stata disputata il 15 e il 16 marzo 2011, il ritorno il 5 e il 6 aprile 2011.
| Squadra 1      | Totale | Squadra 2 | Andata | Ritorno |
| -------------- | ------ | --------- | ------ | ------- |
| Monterrey      | 3 – 2  | Cruz Azul | 2 – 1  | 1 – 1   |
| Real Salt Lake | 3 – 2  | Saprissa  | 2 – 0  | 1 – 2   |

### Finale
L'andata della finale è stata disputata il 20 aprile 2011, il ritorno il 27 dello stesso mese.
| Squadra 1 | Totale | Squadra 2      | Andata | Ritorno |
| --------- | ------ | -------------- | ------ | ------- |
| Monterrey | 3 – 2  | Real Salt Lake | 2 – 2  | 1 – 0   |

| CONCACAF Champions League Campione 2010/11 |
| ------------------------------------------ |
| Messico (bandiera)                         |
| Monterrey Primo titolo                     |

## Classifica marcatori
| Gol |  |  | Giocatore           | Squadra               |
| --- |  |  | ------------------- | --------------------- |
| 11  |  |  | Javier Orozco       | Cruz Azul             |
| 8   |  |  | Álvaro Saborío      | Real Salt Lake        |
| 8   |  |  | Emanuel Villa       | Cruz Azul             |
| 6   |  |  | Héctor Mancilla     | Toluca                |
| 6   |  |  | Roger Rojas         | Olimpia               |
| 5   |  |  | José María Cárdenas | Santos Laguna         |
| 5   |  |  | Juan Cuevas         | Toluca                |
| 5   |  |  | Aldo de Nigris      | Monterrey             |
| 4   |  |  | Nicholas Addlery    | Puerto Rico Islanders |
| 4   |  |  | Claudio Cardozo     | Marathón              |
| 4   |  |  | David Foley         | Puerto Rico Islanders |
| 4   |  |  | Christian Giménez   | Cruz Azul             |
| 4   |  |  | Javier Morales      | Real Salt Lake        |
| 4   |  |  | Guillermo Ramírez   | Municipal             |
| 4   |  |  | Humberto Suazo      | Monterrey             |